# Річки Черкаської області

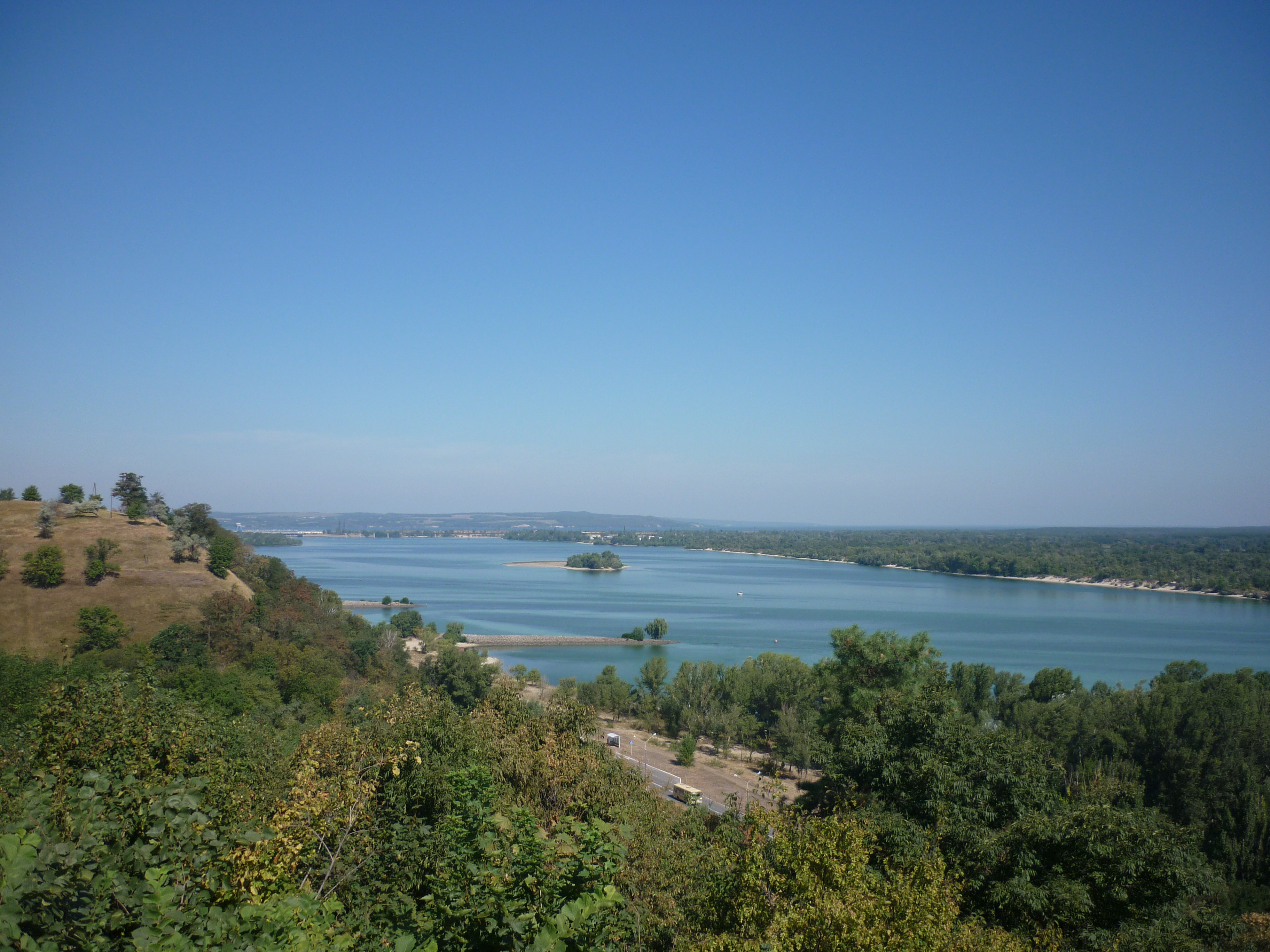
Дніпро біля Канева

Каньйон річки Гірський Тікич (Буцький каньйон)

У межах Черкаської області — 181 річка завдовжки понад 10 км кожна. Вони належать до сточищ двох великих річок України: Дніпра (річки східної частини області) та Південного Бугу (річки західної частини області). 
Найбільші річки в межах області: Дніпро, Рось, Супій, Вільшанка, Тясмин, Сула, Гірський Тікич, Гнилий Тікич, Ятрань. 
Усі річки області належать до рівнинного типу. Проте деякі річки західної частини області (в межах Придніпровської височини) місцями мають ознаки гірських річок — є пороги і невеликі водоспади (наприклад водоспад Вир). Пересічна густина річкової мережі коливається від 0,13—0,18 км/км² (на лівобережжі) до 0,45 км/км² (на правобережжі). Річки використовуються для рибництва, судноплавства, зрошення; вони є джерелом гідроенергії. 

## Перелік річок за басейном

### Басейн Дніпра
- Дніпро
  - Бобриця — права
  - Горіхівка — ліва
  - Рось — права
    - Нехворощ — ліва
    - Хоробра — права
      - Котова — права

    - Порізовиця — права
    - Бакунька — права
    - Зубра[1] (Погань) — права
    - Фоса — ліва
    - Кам'янка[2] — ліва
    - Росава — ліва
    - Торч — права
      - Шевелуха (Руда, Шандра[3]) — ліва
      - Синявка — ліва
      - Мартинка[4] — права

  - Супій — ліва
    - Бутовщина — ліва
    - Ковраєць (Коврай)[5] — ліва

  - Вільшанка — права
    - Фоса — ліва
    - Білка[6] — ліва

  - Ірдинка — права
  - Бігуча — права
  - Золотоношка — ліва
    - Кропивна — ліва
      - Суха Згар — права

  - Ірклій — ліва
  - Коврай[5] — ліва
  - Ковалівка[7] — ліва
  - Сула — права
    - (Оржиця) — права, в межах Полтавської області
      - Чумгак — права
        - Суха Оржиця — ліва

    - Бурімка[8] — права

  - Тясмин — права
    - Осотянка[9] — права
    - Косарка[10] (Косара[11]) — права
    - Кам'януватка — права
    - Мокрий Ташлик (Сирий Ташлик, Гнилий Ташлик) — ліва
      - Ляп[12] — ліва
      - Сухий Ташлик — права

    - Гнилий Ташлик — ліва
      - Шостачка (Шостичка) — права

    - Сріблянка — ліва
      - Мідянка — права
        - Балаклійка — ліва

    - Ірдинь — ліва
    - Сунка[13] — права
    - Жаб'янка[14] — права
    - Медведка — права
    - Потік — права
    - Ірклій — права
      - Янка — ліва

    - Чутка — права

### Басейн Південного Бугу
- (Південний Буг)
  - (Соб) — ліва
    - Сорока — ліва
    - Кіблич — ліва

  - Удич — ліва
    - Велика Стінка — права

  - Окна — ліва
  - Синиця — ліва
  - Синюха — ліва, в межах Кіровоградської області
    - Тікич — права
      - Гірський Тікич — права
        - Безіменний — права
        - Цибулівка — права
        - Юшка — ліва
          - Попасна (притока Тікичу) — ліва

        - Постава — ліва
        - Ступець — права
        - Житниці[15] — ліва
        - Канела  — права
          - Одая — права
          - Просяна — права
          - Канелька — права
          - Руда — ліва

        - Бурти — ліва
          - Тетерівка (притока Бурти) — права

        - Срібна — ліва
          - Пожиточна — ліва
          - Багва (притока Срібної) — ліва

        - Китиця — ліва
        - Кищиха (Івань)[16]
          - Маньківка — права
          - Бики[17] — права
          - Попівка (Кривчунка[18]) — ліва

        - Курячий Брід — права
        - Беринка (Шаулиха)[19] — ліва
        - Макшиболото — ліва
        - Романівка — права
        - Мощурів — права
        - Тальнянка — права
          - Білашка -ліва

      - Гнилий Тікич — ліва
        - Красилівка (притока Гнилого Тікичу) — права
        - Цицилія — ліва
        - Вовнянка (притока Гнилого Тікичу) — ліва
        - Шпінгаліха (Березівка) — ліва
        - Боярка — ліва
        - Свинотопка — права
        - Гончариха — права
        -  Жаб'янка — права
        - Зубря — ліва
        - Неморож — права
          - Буцинівка — ліва

        - Шполка — ліва
          - Ховківка — права
          - Чичир — права
          - Будищанка[20] — права

        - Каєтанівка — ліва
        - Попівка — права
        - Росоховатка (притока Гнилого Тікичу) — права
        - Вербівка — ліва

    - Велика Вись — ліва
      - Турія — права
        - Гептурка — ліва

      - Гнилий Товмач — права
        - Товмач — права

      - Калигірка (Мокра Калигірка)[21] — права

- -     - Кам'янка — права
    - Ятрань — права
      - Ропотуха — ліва
      - Журбинці — ліва
      - Уманка — ліва
        - Верхнячка — права
        - Хутірка — права
        - Паланка — права
        - Олександрівка — ліва
        - Кам'янка — ліва

      - Ревуха (Бабанка[22]) — ліва
        - Колодична — ліва
        - Свинарка — ліва
        - Медвежа — права
        - Небелівка[23] — ліва